# Tessa Appeldoorn
Tessa Appeldoorn (ur. 29 kwietnia 1973) – holenderska wioślarka. Srebrna medalistka olimpijska z Sydney.
Igrzyska w 2000 były jej drugą olimpiadą, startowała także w IO 96. Srebro wywalczyła jako członkini holenderskiej ósemki. Ma w dorobku również dwa brązowe medale mistrzostw świata (ósemka w 1995 i czwórka podwójna w 1998). Jej mężem jest Henk-Jan Zwolle, dwukrotny medalista olimpijski.